# DJ Clue
DJ Clue (* 8. Januar 1975 in Queens, New York als Ernesto Shaw) ist ein US-amerikanischer Hip-Hop-DJ.
DJ Clue steht seit 1989 an den Turntables und gehört zu den bekanntesten Underground-DJs. 1998 nahm ihn Jay-Z bei Roc-A-Fella Records unter Vertrag. Dort erschienen DJ Clues Alben The Professional, Backstage: The Mix Soundtrack und The Professional 2.

## Werdegang
DJ Clue wuchs im New Yorker Stadtteil Queens auf und hatte dort als 24-Jähriger seine ersten Auftritte unter dem Namen MC Drama und war Frontman einer Rap-Gruppe aus Queens. Nachdem er sich ein paar Mal an den Turntables eines Kollegen versucht hatte, entschloss er sich, DJ zu werden und brachte sein erstes Tape Clue 24 raus. In den nächsten sechs Jahren veröffentlichte DJ Clue über 100 Tapes. Die Radioshow „Clue’s Monday Night Show“ auf NY WQHT Hot 97 vergrößerte zudem seine Popularität. Später legte er auch für Stars wie Puff Daddy, Jermaine Dupri oder Nas auf. DJ Clue ist Mitbegründer der Produktionsfirma No Question Entertainment sowie Gründer und Chef des Label Desert Storm Records. Dort stehen unter anderem Fabolous und Joe Budden unter Vertrag.

## Diskografie

### Remixes
- Heartbreaker (Remix) (featuring Da Brat & Missy Elliott) – Mariah Carey (1999)
- Thank God I Found You / Thank God I Found You / Make It Last Forever (Remix) (featuring Joe & Nas) – Mariah Carey (2000)
- It’s Gonna Be Me / It’s Gonna Be Me – *NSYNC (2000)
- U Remind Me (featuring Blu Cantrell and Method Man) – Usher (2001)
- Overnight Celebrity (Remix) (featuring Kanye West, Cam’ron and 50 Cent – Twista) (2005)
- Mesmerized (featuring Nas) – Faith Evans (2005)
- How to Deal – Frankie J (2005)
- We Belong Together (Remix) (feat. Styles P. und Jadakiss) – Mariah Carey (2005)
- Shake It Off (Remix) (feat. Jay-Z und Young Jeezy) – Mariah Carey (2005)
- One Wish (featuring Fabolous) – Ray J (2005)
- Don’t Forget About Us (Remix) (featuring Styles P. and Fabolous) – Mariah Carey (2006)
- Ride For You – Danity Kane (2006)
- You Should Be My Girl – Sammie (featuring Sean P) (2006)

### Produktionen
- Heartbreaker (featuring Jay-Z) – Mariah Carey (1999)
- Last Night a DJ Saved My Life (featuring Busta Rhymes and Fabolous) – Mariah Carey (2001)
- Trade It All Pt.2 (featuring Jagged Edge and P. Diddy) – Fabolous (2002)
- Hurry Up (featuring Gunz) – Mýa (2003)
- One Wish (remix) featuring Fabolous – Ray J (2006)
- The Gold – Mobb Deep (2006)

### Alben
- The Professional (1998, US: Platin)[1]
- Backstage Mixtape: A Hard Knock Life (2000, Soundtrack, US: Gold)
- The Professional, Pt. 2 (2001, US: Gold)
- The Professional, Pt. 3 (2006)